# Монофтонгізація
Монофтонгізація — процес перетворення дифтонгів на монофтонги (кінець слова й перед приголосними).
Монофтонгізацією також називають розпад дифтонга на окремі фонеми (перед голосним).